# Alanyl-glutamin
Alanyl-glutamin är en kemisk förening som i formen L-alanyl-L-glutamin används som kosttillskott samt inom cellodling. Det är en dipeptid som består av alanyl och glutamin.

## Kosttillskott
Som kosttillskott skyddar alanyl-glutamin mag- och tarmkanalen. Bland annat genom minskad bakteriell translokering, vilket minskar risken för infektioner och infektions-kopplade problem som diarré, uttorkning, malabsorption och elektrolytobalans.

## Cellodling
Inom cellodling används ibland L-alanyl-L-glutamin som ersättning för L-glutamin på grund av att denna dipeptid är stabil i vattenlösning till skillnad från L-glutamin som spontant bryts ned och bildar ammoniak och pyrrolidinkarboxylsyra. Under cellodling bryts L-alanyl-L-glutamin ned till L-glutamin som är ett essentiellt näringsämne för cellerna, på grund av att föreningen bryts ned lite åt gången så hinner cellerna använda den L-glutamin som bildas innan den hinner brytas ned till ammoniak och pyrrolidinkarboxylsyra. Ammoniak är i större mängd skadligt för cellerna vilket gör att det vid odling med medium som använder L-glutamin istället för L-alanyl-L-glutamin krävs att man byter ut det medium som cellerna odlas i oftare.
L-alanyl-L-glutamin säljs under namnet GlutaMAX av företaget Thermo Fisher scientific och under namnet AminoStable av Ajinomoto.